# Ffa Coffi Pawb
Ffa Coffi Pawb byla velšská rocková hudební skupina. Vznikla v roce 1986 a tvořili ji Gruff Rhys, Dafydd Ieuan, Rhodri Puw a Dewi Emlyn. Své první album, které dostalo název Dalec Peilon, skupině vydalo roku 1988 hudební vydavatelství Ankst. Následovala ještě alba Clymhalio (1991) a Hei Vidal! (1992). Svou činnost kapela ukončila v roce 1992. Rhys s Ieuanem následujícího roku založili skupinu Super Furry Animals a Puw přešel k Gorky's Zygotic Mynci, zatímco Emlyn působil jako jejich manažer. Roku 2004 kapela vydala kompilační album nazvané Am Byth.

## Diskografie
- Dalec Peilon (1988)
- Clymhalio (1991)
- Hei Vidal! (1992)